# Сан-Естебан-де-Ногалес
Сан-Естебан-де-Ногалес (ісп. San Esteban de Nogales) — муніципалітет в Іспанії, у складі автономної спільноти Кастилія-і-Леон, у провінції Леон. Населення — 301 особа (2010).
Муніципалітет розташований на відстані близько 270 км на північний захід від Мадрида, 60 км на південний захід від Леона.

## Демографія
Динаміка населення (INE ):

## Галерея зображень

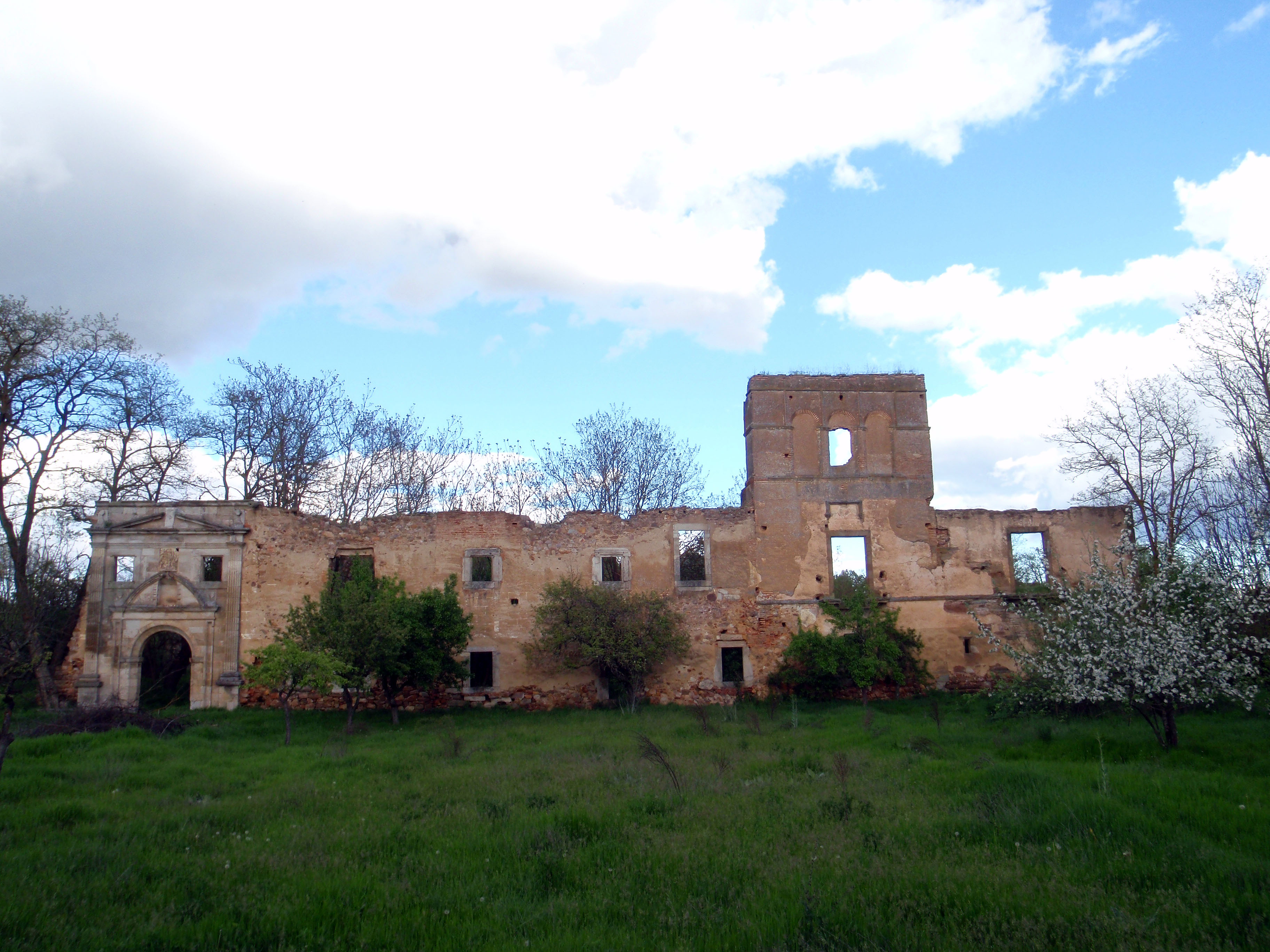
Монастир Санта-Марія-де-Ногалес